# Улица Ильи Шрага
Улица Ильи Шрага (укр. Вулиця Іллі Шрага) — улица в Деснянском районе города Чернигова. Пролегает от тупика до улицы Оборонцев Чернигова (Александра Молодчего), исторически сложившаяся местность (район) Красный мост.
Нет примыкающих улиц.

## История
После вхождения в черту города Чернигова села Бобровица в декабре 1973 года, появилась ещё одна Строительная улица, которая в апреле 1974 года была переименована на улица Ерёменко.
31 января 2007 года улица получила современное название — в честь русского и украинского общественного и политического деятеля, уроженца Черниговщины Ильи Людвиговича Шрага, согласно решению Черниговского городского совета от 1 ноября 2006 года.

## Застройка
Улица пролегает в северо-восточном направлении. Улица расположена в пойме реки Десна. Улица занята усадебной и частично многоэтажной жилой (5-этажные дома) застройкой.
Учреждения:
1. дом № 14 — детсад № 76